# Mike Perez
Pour les articles homonymes, voir Perez.
Ismaikel "Mike" Perez est un boxeur cubain né le 20 octobre 1985 à Ciego de Avila.

## Carrière
Son début de carrière est marqué par un titre de champion du monde amateur des poids légers en 2004 en tant que junior. Il échoue pour le titre national sénior des poids lourds en 2007 et passe professionnel l'année suivante. Après 20 victoires consécutives, la dernière aux dépens de Magomed Abdusalamov (qui causera à son adversaire de graves lésions cérébrales), Perez fait match nul contre Carlos Takam puis perd aux points face à Bryant Jennings en 2014. Il tente de relancer sa carrière en février 2015 en dominant Darnell Wilson en deux rounds mais il est ensuite durement battu par Alexander Povetkin dès la première reprise le 22 mai 2015.